# Colpo di stato in Bulgaria del 1934
Il colpo di Stato bulgaro del 1934, noto anche come colpo di Stato del 19 maggio (in bulgaro Деветнадесетомайски преврат?, Devetnadesetomayski prevrat) , è stato un colpo di Stato nel Regno di Bulgaria condotto dall'organizzazione militare Zveno e dall'Unione militare con l'aiuto dell'esercito bulgaro. Rovesciò il governo dell'ampia coalizione del Blocco Popolare e lo sostituì con uno sotto Kimon Georgiev.

## Storia
Il Blocco Popolare, che deteneva il potere dal 1931, era composto dal Partito Democratico, dall'Unione Nazionale Agraria Bulgara (BZNS) "Vrabcha 1", dal Partito Nazionale Liberale e dal Partito Radicale Democratico. Sebbene non avesse abolito le leggi restrittive introdotte dall'ex governo dell'Accordo Democratico e non avesse cambiato il funzionamento della polizia, incontrò l'ostilità delle forze di destra come l'Unione Militare (guidata da Damyan Velčev), lo Zveno e il Movimento Sociale Nazionale di Aleksandăr Cankov, di cui i più attivi erano gli attivisti di Zveno.
Dopo un congresso dell'Unione militare nel novembre 1933, iniziarono i preparativi diretti per il colpo di Stato, con i cospiratori che tentarono di ottenere il sostegno della BZNS "Vrabcha 1", della BZNS "Aleksandăr Stambolijski" e persino del Partito Democratico, ma invano. Approfittando della discordia nel Blocco Popolare nella primavera del 1934, gli attivisti di Zveno realizzarono il colpo di Stato alla vigilia del 19 maggio, davanti ai sostenitori di Aleksandăr Cankov, che avevano pianificato un colpo di Stato per il 20 maggio. Il colpo di Stato installò un governo sotto Kimon Georgiev che, oltre ai membri di Zveno, comprendeva anche membri di destra agrari e membri del Movimento Sociale Nazionale, mentre le posizioni ministeriali più importanti erano detenute dall'Unione Militare.

## Le azioni
Il colpo di Stato non fu ben accolto dagli altri partiti politici, ma essi non furono in grado di opporsi in modo efficace. Il nuovo governo abolì la Costituzione di Tărnovo, sciolse l'Assemblea nazionale e mise al bando partiti e organizzazioni politiche, organizzazioni rivoluzionarie e sindacati. Tutti i loro beni vennero confiscati e vennero comminate severe condanne per il tentativo di rinnovare un partito in qualsiasi forma o di costituire un nuovo partito. Venne introdotto un nuovo sistema governativo in cui l'autorità centrale avrebbe nominato i sindaci ed istituito i sindacati statali. Inoltre, vennero adottate misure per affrontare il movimento operaio e socialista nel paese. Venne introdotto un monopolio di stato, che colpì gli interessi delle grandi aziende. Venne creato un Direttorio del rinnovamento pubblico (Дирекция на обществената обнова, Direktsiya na obshtestvenata obnova), un'organizzazione statale speciale che promuoveva e propagandava la politica del governo. In qualità di organizzazione nazionalista, Zveno cambiò molti dei toponimi turchi dell'era ottomana di villaggi e città in Bulgaria in bulgari.
In politica estera, l'atto più notevole di Zveno fu quello di stabilire relazioni diplomatiche con l'URSS il 23 luglio 1934 e guidare la Bulgaria verso la Francia. Kimon Georgiev vide che un modo per farlo era attraverso il miglioramento delle relazioni con la Jugoslavia e avvicinando i due paesi, poiché il vicino della Bulgaria era un alleato della Francia in quel momento. Di conseguenza, il re Aleksandar I di Jugoslavia visitò la Bulgaria il 27 settembre 1934. Poiché parte degli attivisti di Zveno e dell'Unione militare erano repubblicani, egli aveva una politica antimonarchica, quindi lo zar Boris III non accolse con favore il colpo di Stato. Con l'aiuto di fedeli ufficiali dell'Unione Militare, lo zar costrinse Kimon Georgiev a dimettersi nel gennaio 1935 e nominò Penčo Zlatev al suo posto. Da quel momento, lo zar ebbe il controllo totale del paese, uno stato che sarebbe durato fino alla sua morte nel 1943. I principali partiti politici vietati nel 1934 vennero legalizzati dopo il colpo di Stato del 1944 in cui i leader di Zveno Kimon Georgiev, Damyan Večlev e Dimo Kazasov presero parte attiva. Dopo il colpo di Stato del 1944, Georgiev sarebbe stato nominato primo ministro dal Fronte della Patria, diventando così primo ministro per la seconda volta.